# SN 2003ck
SN 2003ck – supernowa odkryta 26 marca 2003 roku w galaktyce A130621+0304. W momencie odkrycia miała maksymalną jasność 19,30m.